# Şenol Güneş
Şenol Güneş (Trabzon, 1952. június 1. –) török válogatott labdarúgókapus, edző. A török válogatott korábbi szövetségi kapitánya.
A török válogatott szövetségi kapitánya volt 2000 és 2004 között. Edzői pályafutásának legnagyobb eredménye a nemzeti csapattal szerzett bronzérem a 2002-es világbajnokságról.

## Statisztikái edzőként
Legutóbb frissítve: 2020. szeptember 6-án
| Csapat      | Nemzet   | –tól     | –ig      | Eredményességi mutató | Eredményességi mutató | Eredményességi mutató | Eredményességi mutató | Eredményességi mutató |
| Msz         | Gy       | D        | V        | Gy %                  |                       |                       |                       |                       |
| ----------- | -------- | -------- | -------- | --------------------- | --------------------- | --------------------- | --------------------- | --------------------- |
| Trabzonspor | török    | 1988     | 1989     | 36                    | 19                    | 6                     | 11                    | 52.78                 |
| Boluspor    | török    | 1989     | 1992     | 95                    | 28                    | 31                    | 36                    | 29.47                 |
| Trabzonspor | török    | 1993     | 1997     | 148                   | 98                    | 25                    | 25                    | 66.22                 |
| Antalyaspor | török    | 1997     | 1998     | 37                    | 11                    | 11                    | 15                    | 29.73                 |
| Sakaryaspor | török    | 1998     | 1998     | 13                    | 5                     | 3                     | 5                     | 38.46                 |
| Törökország | török    | 2000     | 2004     | 50                    | 23                    | 13                    | 14                    | 46                    |
| Trabzonspor | török    | 2004     | 2005     | 31                    | 21                    | 4                     | 6                     | 67.74                 |
| FC Szöul    | korea    | 2007     | 2009     | 91                    | 41                    | 32                    | 18                    | 45.05                 |
| Trabzonspor | török    | 2009     | 2013     | 149                   | 72                    | 43                    | 34                    | 48.32                 |
| Bursaspor   | török    | 2014     | 2015     | 49                    | 23                    | 14                    | 12                    | 46.94                 |
| Beşiktaş    | török    | 2015     | 2019     | 199                   | 116                   | 45                    | 38                    | 58.29                 |
| Törökország | török    | 2019     | 2021     | 14                    | 9                     | 3                     | 2                     | 64.29                 |
| összesen    | összesen | összesen | összesen | 912                   | 466                   | 230                   | 216                   | 51.1                  |

## Sikerei, díjai

### Játékosként
Trabzonspor
- Török bajnok (6): 1975–76, 1976–77, 1978–79, 1979–80, 1980–81, 1983–84
- Török kupagyőztes (3): 1976–77, 1977–78, 1983–84
- Török szuperkupagyőztes (6): 1976, 1977, 1978, 1979, 1980, 1983

### Edzőként
Trabzonspor
- Török bajnoki ezüstérmes (4): 1994–95, 1995–96, 2004–2005, 2010-11
- Török kupagyőztes (2): 1994-95, 2009–10
- Török szuperkupagyőztes (2): 1995, 2010

Törökország
- Világbajnoki bronzérmes (1): 2002
- Konföderációs kupa bronzérmes (1): 2003